# Chaetosiphon
Chaetosiphon es un género monotípico de algas de la familia Chaetosiphonaceae, su única especie es Chaetosiphon moniliformis.